# Pierre Adamoli
Pour les articles homonymes, voir Adamoli.
Pierre Adamoli, né le 5 août 1707 à Lyon où il meurt le 3 juin 1769, est un collectionneur français. Il est connu comme un grand bibliophile du siècle des Lumières.

## Biographie
Pierre Adamoli est né à Lyon le 5 août 1707, il est le fils d’Alphonse François Adamoli. Son père naturalisé français en 1673, banquier et marchand de soies, est issu d'une famille marchande italienne installée à Lyon au siècle précédent. Sa mère est entourée d'une famille lyonnaise influente.
Pierre Adamoli achète en 1732, un office de conseiller du roi ; il est « maître des ports, ponts et, passages de Lyon », il contrôle l'entrée des marchandises et refuse celles qui sont prohibées.
Il meurt à Lyon le 3 juin 1769. Il est inhumé le 4 dans le tombeau de la chapelle de la Sainte Vierge de l’église d’Ainay.

## Collection
Les livres imprimés et manuscrits font partie de ses multiples centres d'intérêt. On connaît également ses collections de pièces de monnaie et de curiosités naturelles, comme il était courant de les rencontrer à l'époque, dans les cabinets de curiosités.

## Legs
En 1763, il lègue par testament à l'Académie de Lyon, un médaillier de 1 016 pièces qui a disparu pendant la Révolution, il lègue aussi ses collections d'histoire naturelle, ainsi qu'une bibliothèque riche de plus de 5 600 volumes. En 1793, la bibliothèque revient à la ville de Lyon qui la restitue à l'Académie en 1826. Celle-ci les laisse à disposition, mais en garde la propriété jusqu'en 1961.
Les trois-quarts de cette collection sont aujourd'hui conservés à la Bibliothèque municipale de Lyon. On trouve d'autres exemplaires à l'Académie de Lyon, la Bibliothèque nationale de France et la British Library.
Il a été un important bienfaiteur de l'académie des Sciences, Belles-Lettres et Arts de Lyon. 

Pierre Adamoli, Ex-libris
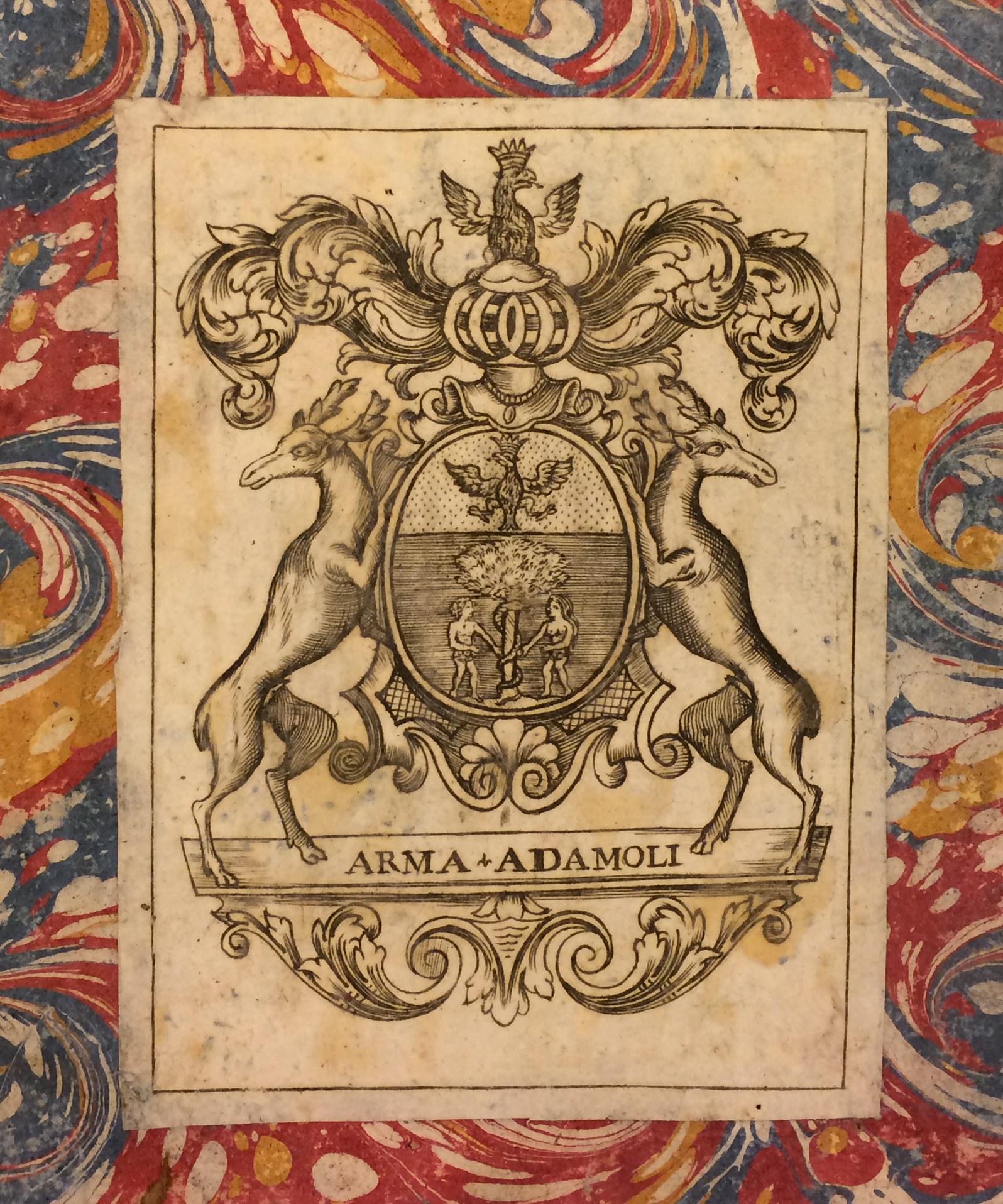
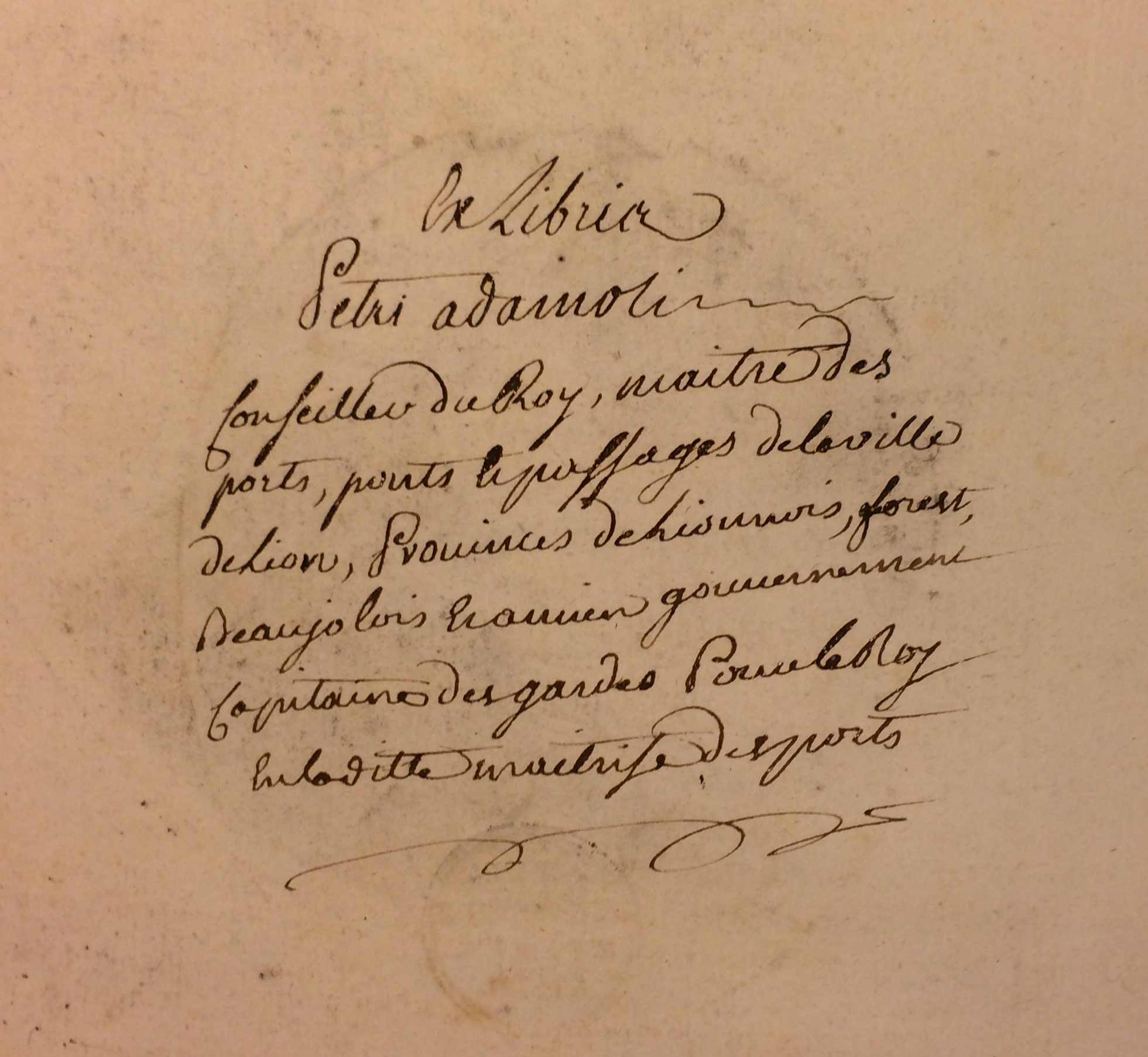
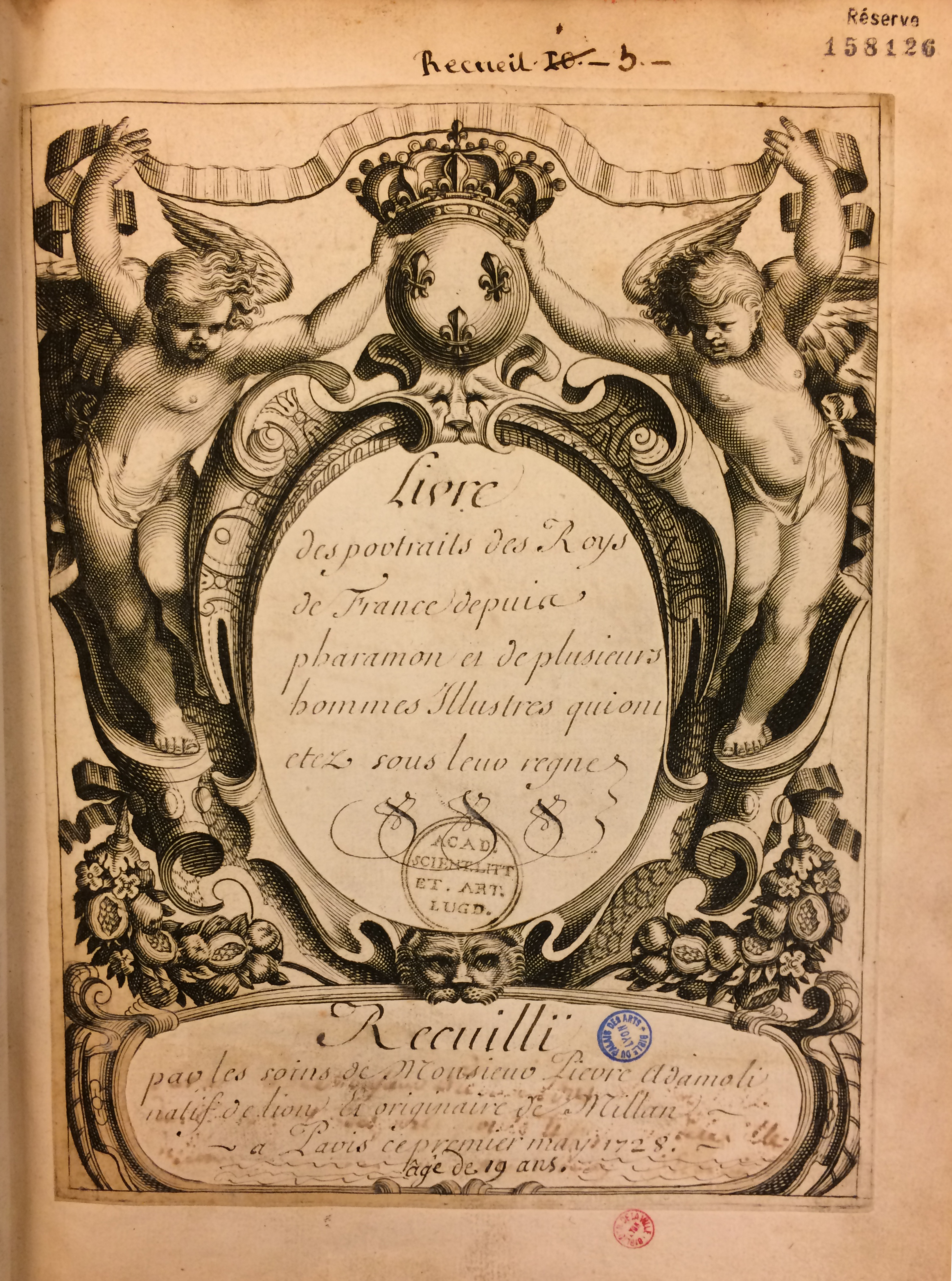
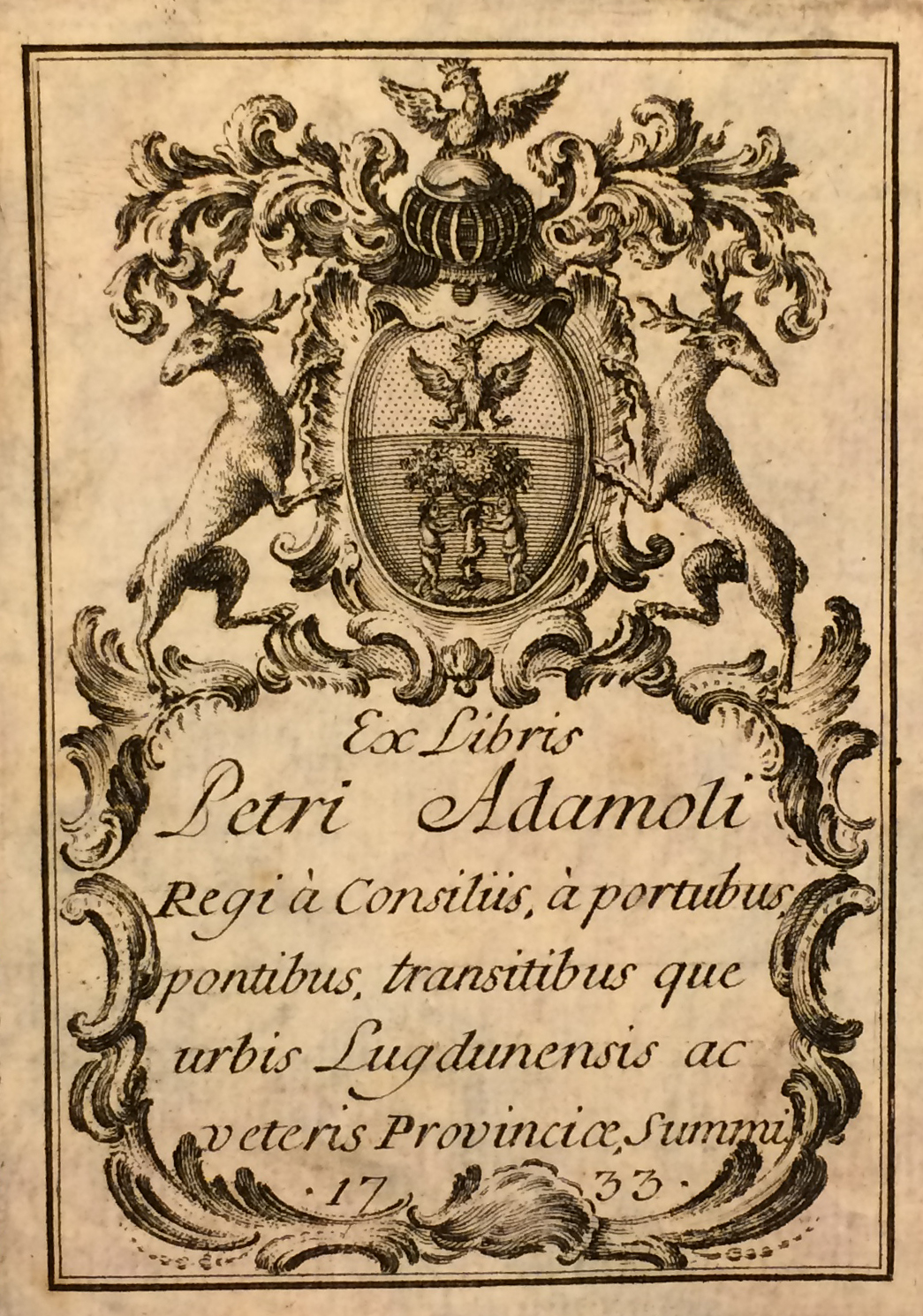
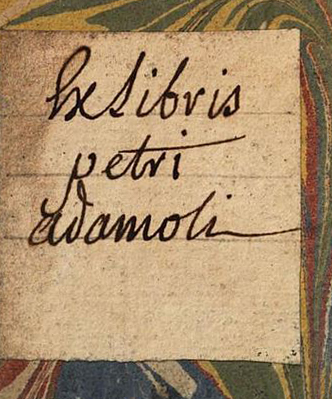